# Simo Halonen
Simo Halonen (* 21. März 1947 in Taipalsaari) ist ein früherer finnischer Biathlet. Neben Heikki Ikola und Juhani Suutarinen ist er der erfolgreichste finnische Biathlet der 1970er Jahre.
Simo Halonen kam erst beim Militär zum Biathlonsport und begann damit erst im Alter von 25 Jahren. Er nahm zwischen 1974 und 1979 an allen Biathlon-Weltmeisterschaften teil, verpasste allerdings die Olympischen Winterspiele 1976 in Innsbruck wegen einer Verletzung am Bein. Bei seinen ersten Biathlon-Weltmeisterschaften 1974 in Minsk verpasste er im Sprint als Fünftplatzierter nur knapp eine Medaille, die er an der Seite von Henrik Flöjt, Juhani Suutarinen und Heikki Ikola im Staffelrennen mit Silber hinter der Sowjetunion gewann. Im Einzel wurde er 14. 1975 konnte der Finne in Antholz mit der Staffel in der Besetzung des Vorjahres seinen größten Erfolg erreichen und gewann mit der Staffel Gold. Im Einzel belegte er Rang 30. In Vingrom gewann er 1977 mit Erkki Antila, Raimo Seppänen und Heikki Ikola im Staffelrennen hinter der Sowjetunion erneut die Silbermedaille und wurde zudem Siebter des Einzels und 28. des Sprints. Einzig 1978 in Hochfilzen konnte er bei einer Weltmeisterschaft keine Medaille gewinnen und wurde 24. des Sprints und Siebter des Einzels. Bei seiner letzten Teilnahme an Welttitelkämpfen, den Weltmeisterschaften 1979 in Ruhpolding, gewann er erneut mit seinen Staffelkollegen aus der Silberstaffel von 1977 hinter der DDR die Silbermedaille. Damit war er neben Ikola der einzige Bestandteil der finnischen Staffel der vier Weltmeisterschaften, bei denen die finnischen Staffeln zwischen 1974 und 1979 Medaillen gewannen, der immer Teil der Medaillenstaffeln war. Im Einzel wurde er 18. 1976 gewann er den finnischen Titel im Einzel.